# ファースト・クリスマス
「ファースト・クリスマス」は、2006年11月1日にリリースした韓国人歌手・Kの、日本で7枚目のシングル。

## 収録曲
1. ファースト・クリスマス [5:43]
作詞：小山内舞、作曲：K・松尾潔、編曲：URU
  - 東宝配給映画『7月24日通りのクリスマス』主題歌
2. STILL [5:21]
作詞：立田野純、作曲：K、編曲：Maestro-T
3. Every Year,Every Christmas [5:08]
作詞・作曲：Richard Marks・Luther Vandross
4. ファースト・クリスマス（less vocal）